# Arthur Hayen

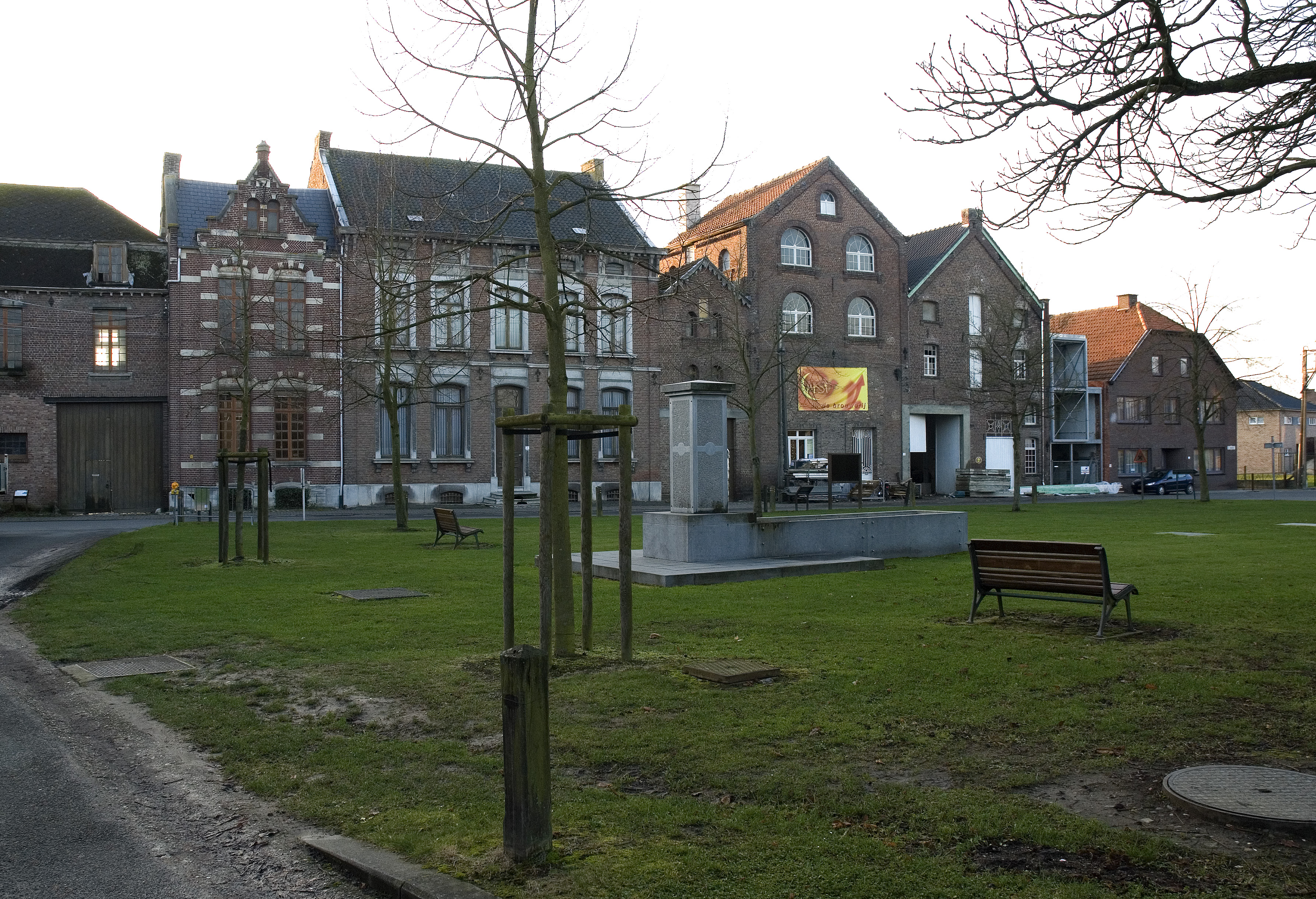
De voormalige brouwerij

Arthur Arnold Joseph Hayen (Hasselt, 19 oktober 1863 – Leval-Trahegnies, 29 februari 1944) was een Belgisch politicus, meester-brouwer, destillateur en mouter. Hij was de initiatiefnemer voor de verbouwing van de bestaande brouwerij Hayen te Ulbeek tot een voor die tijd enorme en moderne brouwerij.

## Zijn levensloop
Zijn ouders waren Pierre Hayen en Ida Schoofs. Hij huwde met Helena Bomal op 27 april 1892 te Geldenaken. Ze hadden elf kinderen. De kapel, niet ver van de brouwerij, liet Arthur bouwen bij de geboorte van hun eerste kind.
Van 1912 tot 1922 was hij burgemeester van Ulbeek. Later volgde zijn verkiezing tot provincieraadslid en in 1921 werd hij gedeputeerde van de provincie Limburg. Hij verbleef toen in Hasselt en schonk een glasraam aan de Sint-Quintinuskerk die later de Sint-Quintinuskathedraal werd.